# بيلي كونستانتيندس
بيلي كونستانتيندس (بالإنجليزية: Billy Konstantinidis)‏ (21 أبريل 1986 في ملبورن في أستراليا – )؛ هو لاعب كرة قدم كان يلعب كمهاجم.

## وصلات خارجية
- بيلي كونستانتيندس على موقع رابطة كرة القدم اليابانية للمحترفين (اليابانية)
- بيلي كونستانتيندس على موقع قاعدة بيانات كرة القدم.إي يو (الإنجليزية)
- بيلي كونستانتيندس على موقع Soccerway.com (الإنجليزية)
- بيلي كونستانتيندس على موقع عالم كرة القدم.نت (الإنجليزية)